# Altes Bahnwärterhaus (Werbach)
Altes Bahnwärterhaus ist ein ehemaliges Bahnwärterhaus an der Bahnstrecke Lauda–Wertheim sowie ein heutiger Wohnplatz auf der Gemarkung des Werbacher Ortsteils Niklashausen im Main-Tauber-Kreis im Nordosten Baden-Württembergs.

## Geographie
Der Wohnplatz liegt am Taubertalradweg, etwa 400 Meter nach dem Ortsausgang von Niklashausen in Richtung Gamburg am linken Rand des Taubertals. Ein von der L 506 (Wertheimer Straße) in Niklashausen abzweigender Weg führt zunächst zum Wohnplatz Haltestelle Niklashausen und dann über den Taubertalradweg weiter flussabwärts bis zum Alten Bahnwärterhaus an der Schulstraße 26.

## Geschichte
Das Gebäude entstand beim Bau der Bahnstrecke, der ab Oktober 1866 erfolgte. Mittlerweile dient es als Wohnhaus mit Biergarten-Anbau. Der Wohnplatz kam als Teil der ehemals selbstständigen Gemeinde Niklashausen am 1. Januar 1975 zur Gemeinde Werbach.